# Mesosella simiola
Mesosella simiola är en skalbaggsart som beskrevs av Bates 1884. Mesosella simiola ingår i släktet Mesosella och familjen långhorningar. Inga underarter finns listade i Catalogue of Life.